# Taalunieversum
Taalunieversum was van 2000 tot ongeveer 2020 de officiële website van de Nederlandse Taalunie, een beleidsorganisatie waarin Nederland, Vlaanderen en Suriname samenwerken op het gebied van de Nederlandse taal, taalonderwijs en letteren. De naam van de site is een kofferwoord waarmee het universele karakter van een taalunie belicht wordt.
De Nederlandse Taalunie gaf in 1995 aan een overkoepelende website ("parapluwebsite") te willen lanceren waarin een groot aantal websites samengebracht wordt tot een overzichtelijk geheel ("taalunieversum").
Op de website waren onder meer de Nederlandse spelling en pers- en nieuwsberichten in verband met het Nederlands te vinden. Vanaf de introductie van het nieuwe Groene Boekje in oktober 2005 was ook de Woordenlijst Nederlandse Taal op de website te raadplegen, inclusief een leidraad en een lijst van vaktermen in het Nederlands.